# 개포면
개포면(開浦面)은 대한민국 경상북도 예천군의 면이다. 넓이는 36.2km2이고, 인구는 2014년 12월 31일 기준으로 1,878명이다.

## 연혁
- 1906년 (광무 10년) : 옥개동(玉開洞)의 "개(開)"와 노포(盧浦)의 "포(浦)"를 합쳐서 개포면(開浦面)이 됨
- 1914년 4월 1일 : 부군면 통폐합으로 용궁군(龍宮郡) 북상면(北上面)과 예천군 개포면을 합쳐 개포면(開浦面)이 됨
- 1973년 : 상리가 예천읍으로 편입되어 12개리가 됨

## 행정 구역
| 법정리 | 행정리           | 비고                   |
| ------ | ---------------- | ---------------------- |
| 가곡리 | 가곡1리, 가곡2리 |                        |
| 갈마리 | 갈마리           |                        |
| 경진리 | 경진리           |                        |
| 금리   | 금리             |                        |
| 동송리 | 동송리           |                        |
| 신음리 | 신음리           | 면 행정복지센터 소재지 |
| 우감리 | 우감1리, 우감2리 |                        |
| 이사리 | 이사리           |                        |
| 입암리 | 입암리           |                        |
| 장송리 | 장송리           |                        |
| 풍정리 | 풍정리           |                        |
| 황산리 | 황산1리, 황산2리 |                        |

## 학교
- 개포초등학교 (폐교) - 개포면 용개로 985 (신음리)
  - 경진분교 (폐교) - 개포면 용개로 1486-16 (경진리)